# Полещук, Александр Александрович
Алекса́ндр Алекса́ндрович Полещу́к (род. 12 мая 1941, Юдино, Челябинская область) — советский и российский журналист и писатель. Живёт в Москве.

## Биография
Александр Александрович Полещук родился 12 мая 1941 года в селе Юдино Юдинского сельсовета Петуховского района Челябинской области, ныне город Петухово — административный центр Петуховского муниципального округа Курганской области.
Трудовую карьеру начал сразу после окончания средней школы, работал в петуховской районной газете «Трудовое знамя», был секретарём Петуховского райкома комсомола. Печатался в областных газетах «Советское Зауралье» и «Молодой ленинец».
В 1964—1968 гг. — зав. отделом газеты «На смену!» (Свердловск).
В 1965 году  окончил факультет журналистики Уральского государственного университета (Свердловск). Проходил производственную практику в курганской областной газете «Советское Зауралье» и  областной газете «Советский Сахалин».
В 1971 году окончил аспирантуру факультета журналистики Московского государственного университета им. М.В. Ломоносова.
После переезда в Москву занимал должности референта секретаря ЦК ВЛКСМ, заведующего сектором печати, радио и телевидения ЦК ВЛКСМ.
В 1977—1983 годах — заместитель главного редактора советско-болгарского журнала «Дружба».
В 1983-2000 годах — главный редактор журнала «Вокруг света» и приложения фантастики и приключений «Искатель» (1983—1996) (в 1996 году «Искатель» стал самостоятельным изданием и юридическим лицом). Организатор и председатель редакционного совета книжной серии «Библиотека “Вокруг света”» (1991—1996), составитель и редактор ряда книг серии. В «Библиотеке “Вокруг света», продолжившей традицию книжных приложений к журналу, которые выпускались в 1891—1917 гг. издателем И.Д. Сытиным, впервые опубликованы: собр. соч. Р. Сабатини (15 т.), К. Мая (10 т.), не издававшиеся в СССР романы Р. Киплинга, Л .Буссенара, Л. Жаколио, Г. Эмара, Э. Сальгари, П. Бенуа, А. Маклина и др. писателей.
С 2001 по 2015 годах — главный редактор научно-популярного журнала Российской государственной библиотеки «Восточная коллекция». Был также ведущим клуба «Восточная коллекция» . С 1 января 2016 года по финансовым причинам прекратил существование журнал «Восточная коллекция».
Автор ряда документальных книг и статей, в том числе о Западно-Сибирском восстании (1921—1922) в Петухово.

## Публикации
- Один год и одна жизнь (в соавторстве с болгарским писателем И. Николчиным). М.: «Современник», 1982 (на болгарском языке: София, «Народна младеж», 1984);
- Перемена мест. М.: «Пашков дом», 2006 [6];
- Котелок по кругу. М.: «Пашков дом», 2008.
- Игра в слова. М.: «Искатель», 2011.
- Георгий Димитров: драматический портрет в красках эпохи. СПб: Алетейя, 2017[7].
- "Вокруг света" и другие истории. Тамбов: ООО "Издательство Юлис", 2022.

## Награды
- Орден Дружбы народов, 1988 год
- Медали СССР <уточнить>
- Медаль «100 лет со дня рождения Георгия Димитрова», Народная Республика Болгария
- Медаль Н. П. Румянцева (высшая награда Российской государственной библиотеки), 12 мая 2011 года[8];

## Семья
- Отец, техник-интендант 1-го ранга Александр Ильич Полещук (30 августа 1912, Ялуторовский уезд Тобольской губернии — 21 февраля 1945, Лиепайский уезд, Латвийская ССР), начальник финансового довольствия 126-го корпусного артиллерийского полка.
- Мать, Анна Антоновна, работала фельдшером-акушеркой в железнодорожной амбулатории станции Петухово[9].
- Жена Галина Михайловна Полещук — журналист
  - Сыновья: Всеволод, Артём.